# Ułaszaniwka (obwód żytomierski)
Ułaszaniwka (ukr. Улашанівка) – wieś na Ukrainie, w obwodzie żytomierskim, w rejonie żytomierskim, w hromadzie Kurne. W 2001 roku liczyła 207 mieszkańców.